# Taktaharkány
Taktaharkány é uma vila da Hungria, situada no condado de Borsod-Abaúj-Zemplén. Tem 39,13 km² de área e sua população em 2019 foi estimada em 3.594 habitantes.